# Speocera karkari
Speocera karkari là một loài nhện trong họ Ochyroceratidae. Loài này phân bố ở Philippines, Celebes en Nieuw-Guinea.